# Reprezentacja Polski w futsalu kobiet
Reprezentacja Polski A Kobiet w Futsalu – zespół futsalowy, reprezentujący Rzeczpospolitą Polską w meczach i sportowych imprezach międzynarodowych, powoływany przez selekcjonera. W zespole mogą występować jedynie zawodniczki posiadające obywatelstwo polskie. Za jego funkcjonowanie jest odpowiedzialny Polski Związek Piłki Nożnej.

## Powołania
Zawodniczki powołane na mecze eliminacji Mistrzostw Świata w futsalu kobiet 2025 z Francją, Hiszpanią i Finlandią
| Imię i nazwisko      | Data urodzenia      | Klub                                |
| Bramkarki            | Bramkarki           | Bramkarki                           |
| -------------------- | ------------------- | ----------------------------------- |
| Natalia Majewska     | 24 września 2004    | Rekord Bielsko-Biała                |
| Andżelika Dąbek      | 22 czerwca 1992     | LUKS Rolnik Biedrzychowice-Głogówek |
| Zawodniczki z pola   |                     |                                     |
| Klaudia Dymińska     | 13 listopada 1996   | AZS UAM Poznań                      |
| Wiktoria Pietrzyk    | 13 grudnia 2000     | Amplus Słomniczanka Słomniki        |
| Katarzyna Włodarczyk | 27 kwietnia 1999    | Amplus Słomniczanka Słomniki        |
| Paula Fronczak       | 22 kwietnia 1992    | AZS UAM Poznań                      |
| Izabela Tracz        | 2 października 1998 | Rekord Bielsko-Biała                |
| Anna Chóraś          | 3 lipca 2001        | Rekord Bielsko-Biała                |
| Natalia Matuszewska  | 21 września 2005    | KS Nowy Świt Górzno                 |
| Agata Bała           | 6 lutego 1998       | KS Nowy Świt Górzno                 |
| Klaudia Kubaszek     | 27 maja 1998        | VIP C5                              |
| Julia Szostak        | 22 stycznia 2000    | VIP C5                              |
| Zuzanna Manrode      | 23 lutego 2003      | KS Uniwersytet Jaggieloński         |
| Weronika Górecka     | 23 sierpnia 2005    | KS Nowy Świt Górzno                 |

### Ostatnio powołane
Gracze powołani do reprezentacji Polski w ciągu ostatnich 12 miesięcy
| Imię i nazwisko    | Klub                                | Ostatnie powołanie                                                             |
| Bramkarki          | Bramkarki                           | Bramkarki                                                                      |
| Zawodniczki z pola | Zawodniczki z pola                  | Zawodniczki z pola                                                             |
| ------------------ | ----------------------------------- | ------------------------------------------------------------------------------ |
| Agata Sobkowicz¹   | LUKS Rolnik Biedrzychowice-Głogówek | vs Francja 19 marca 2025 vs Hiszpania 20 marca 2025 vs Finlandia 22 marca 2025 |
| Marlena Jaszyk     | LUKS Rolnik Biedrzychowice-Głogówek | vs Francja 10 września 2024 vs Francja 11 września 2024                        |
| Nadia Palkiewicz   | Amplus Słomniczanka Słomniki        | vs Węgry 11 stycznia 2025 vs Węgry 12 stycznia 2025                            |
| Julia Basta        | Amplus Słomniczanka Słomniki        | vs Francja 19 marca 2025 vs Hiszpania 20 marca 2025 vs Finlandia 22 marca 2025 |
| Maja Szydełko      | AZS UAM Poznań                      | vs Holandia 18 października 2024 vs Kazachstan 19 października 2024            |

¹ – wycofana z kadry z powodu kontuzji

## Historia
Narodową kadrę Polski w futsalu kobiet utworzono w lutym 2013 roku. Pierwszym selekcjonerem reprezentacji został wybrany podczas posiedzenia Zarządu PZPN 20 lutego 2013 roku Piotr Siudziński, trener futsalowej drużyny UKS Medan Gniezno, a jego asystentem i drugim trenerem Wojciech Weiss. Kierownikiem reprezentacji został wybrany Piotr Stefankiewicz.
Pierwsze zgrupowanie Reprezentacji A Kobiet w futsalu odbyło się w Racocie między 6 a 10 marca 2013 roku. W trakcie zgrupowania drużyna narodowa rozegrała swoje pierwsze nieoficjalne spotkanie, wygrywając z miejscowym zespołem AFC Kościan (8. miejsce w sezonie 2012/13 w Polskiej Lidze Futsalu Kobiet) 13:1. Zawodniczki powołane na pierwsze zgrupowanie:
- bramkarki: Karolina Klabis, Angelika Tlałka;
- rozgrywające: Milena Bączyk, Violetta Biegańska, Hanna Cerajewska, Maria Hadelko, Aleksandra Jędrak, Beata Kaczmarczyk, Kamila Kmiecik, Justyna Maziarz, Agata Sobkowicz, Ilona Sotor, Renata Uchnast, Magdalena Wojcik, Alicja Zając.

Drugie zgrupowanie odbyło się w miejscowości Siemiatycze w dniach 12-16 czerwca 2013 roku. W czasie zgrupowania reprezentacja pokonała wicemistrzynie Polski MKS Kresowiak-Orion Siemiatycze 13:1 oraz wygrała z zespołem Tur Bielsk-Podlaski 34:0.
Podczas trzeciego zgrupowania, które odbyło się w Głogówku w dniach 6-11 października 2013, Polki rozegrały swoje pierwsze spotkania międzypaństwowe przeciwko reprezentacji Czech.
Podczas czwartego zgrupowania w Krośnie 7 listopada 2013 Polki doznały swojej pierwszej porażki z piątym zespołem świata Ukrainą ulegając 3:5, jednak dzień później tj. 8 listopada 2013 zrewanżowały się wyżej notowanym rywalkom wygrywając 5:3, sprawiając sporą niespodziankę. To spotkanie było rozgrywane w Nowosielcach.
Pierwszy mecz międzypaństwowy poza granicami kraju odbył się 26 lutego 2014, w czeskich Pardubicach. Reprezentacja Polski wygrała to spotkanie 2:1, drugie spotkanie odbyło się 27 lutego 2014 także w Pardubicach i Polki po raz kolejny okazały się lepsze od Czeszek wygrywając 3:2, a bramkę dającą zwycięstwo na 19 sekund przed końcem meczu zdobyła Justyna Maziarz.
Po tych meczach reprezentacja Polski kobiet w futsalu została zawieszona. Reaktywacja kadry nastąpiła w 2016 roku, a nowym trenerem PZPN mianował Wojciecha Weissa. Reprezentacja Polski  zagrała w towarzyskim turnieju w Rosji przegrywając 0:9 z Hiszpanią, 1:6 z Rosją i 1:2 z Iranem.  Później wygrały Turniej Państw Wyszehradzkich w 2016 i 2017.
W 2018 brała udział w eliminacjach do inauguracyjnych Mistrzostw Europy w futsalu kobiet 2019, ale się nie zakwalifikowała. Zajęła trzecie miejsce w grupie wyprzedzając Rumunię, którą pokonała 4:2 (4:2) i ulegając Włochom 1:6 (1:3) i Hiszpanii 0:8 (0:2) nie uzyskując awansu. W roku 2020 z powodu Pandemii COVID 19 nie rozegrała żadnego meczu. W roku 2021 Polki walczyły w eliminacjach do Mistrzostw Europy w futsalu kobiet 2022. Ponownie nie zakwalifikowały się uznając wyższość Portugalii przegrywając z nią 2:7 (1:4). Zajęły 2 miejsce w grupie wyprzedzając Chorwację i Słowenię, które pokonały odpowiednio 5:1 (2:1) i 7:2 (6:1). W roku 2022 Polki wzięły udział w turnieju Futsal Week w chorwackim Porecu. Wygrały w nim z Finlandią 1:0 (1:0) i z Węgrami 2:0 (2:0) oraz zremisowały 2:2 (1:1) ze Szwecją i 2:2 (2:0) z Chorwacją wygrywając cały turniej. Zwieńczeniem roku 2022 były kwalifikacje do Mistrzostw Europy w futsalu kobiet 2023. Mecze kwalifikacyjne miały być rozegrane na Ukrainie, jednak z powodu inwazji Rosji na Ukrainę mecze przeniesiono do Poznania. Polki ponownie nie zakwalifikowały się do turnieju głównego zajmując 3 miejsce w grupie wyprzedzając Chorwację, którą pokonała 2:0 (1:0), w eliminacjach uległa Niderlandom 1:2 (0:0) i zremisowała 1:1 (1:1) z Ukrainą, która wywalczyła awans.
W czerwcu 2023 roku Polki ponownie wzięły udział w Futsal Week, w czasie którego pokonały Chorwację 8:0 (2:0), zremisowały 2:2 (0:1) ze Szwedkami i przegrały 0:3 (0:2) z Włoszkami. W meczu finałowym Polska pokonała 3:2 (2:1) Włochy wygrywając turniej. W październiku Polki sensacyjnie pokonały 3:2  (1:2) Portugalię. W rewanżu zremisowały 1:1 (0:0), w grudniu UEFA ogłosiła uruchomienie od 2025 roku Mistrzostw Świata w futsalu kobiet. W inauguracyjnych kwalifikacjach Polki wylosowały grupę z Niderlandami i Kazachstanem. W dniu 18 października w pierwszym w historii meczu eliminacji  do MŚ Polki pokonały  Niderlandy 4:2 (1:0) i postawiły się w korzystnej sytuacji w  kontekście awansu do drugiej rundy, ponieważ wystarczający będzie remis z Kazachstanem. Polki wygrały ten mecz 7:0 (6:0) i awansowały do dalszej fazy rozgrywek. W niej w dniach od 19 marca zmierzyła się z Francją, we francuskim Besancon. Udało jej się wygrać 6:2 (5:1). Z Hiszpanią 20 marca przegrały 0:5 (0:4). Dzięki korzystnemu wynikowi w starciu Finek z Francją w meczu z Finlandią 22 marca Polkom wystarczy remis do awansu. Biało-czerwone po zaciętym meczu zremisowały 2:2 (1:0) i awansowały po raz pierwszy w historii na Mistrzostwa Świata.

## Selekcjonerzy
| Lata pracy | Osoba            |
| ---------- | ---------------- |
| 2013-2016  | Piotr Siudziński |
| od 2016    | Wojciech Weiss   |

## Sztab szkoleniowy
- selekcjoner - Wojciech Weiss
- asystent - Samuel Jania
- trener bramkarzy - Łukasz Błaszczyk
- trener analityk - Paweł Sobieraj
- kierowniczka - Julita Szumińska
- fizjoterapeutka - Natalia Makowska
- lekarka - Marta Krzyszczuk

## Rozgrywki międzynarodowe
Mistrzostwa Europy w futsalu kobiet
| Mistrzostwa Europy | Mistrzostwa Europy         | Mistrzostwa Europy         | Mistrzostwa Europy         | Mistrzostwa Europy         | Mistrzostwa Europy         | Mistrzostwa Europy         | Mistrzostwa Europy         |   | Kwalifikacje do Mistrzostw Europy | Kwalifikacje do Mistrzostw Europy | Kwalifikacje do Mistrzostw Europy | Kwalifikacje do Mistrzostw Europy | Kwalifikacje do Mistrzostw Europy | Kwalifikacje do Mistrzostw Europy | Kwalifikacje do Mistrzostw Europy |
| Gospodarz-Rok      | Wynik                      | M                          | Z                          | R                          | P                          | BZ                         | BS                         |   | M                                 | Z                                 | R                                 | P                                 | BZ                                | BS                                | Selekcjonerzy                     |
| ------------------ | -------------------------- | -------------------------- | -------------------------- | -------------------------- | -------------------------- | -------------------------- | -------------------------- | - | --------------------------------- | --------------------------------- | --------------------------------- | --------------------------------- | --------------------------------- | --------------------------------- | --------------------------------- |
| Portugalia 2019    | Nie zakwalifikowała się    | Nie zakwalifikowała się    | Nie zakwalifikowała się    | Nie zakwalifikowała się    | Nie zakwalifikowała się    | Nie zakwalifikowała się    | Nie zakwalifikowała się    | 3 | 1                                 | 0                                 | 2                                 | 5                                 | 16                                | Weiss                             |                                   |
| Portugalia 2022    | Nie zakwalifikowała się    | Nie zakwalifikowała się    | Nie zakwalifikowała się    | Nie zakwalifikowała się    | Nie zakwalifikowała się    | Nie zakwalifikowała się    | Nie zakwalifikowała się    | 3 | 2                                 | 0                                 | 1                                 | 14                                | 10                                | Weiss                             |                                   |
| Węgry 2023         | Nie zakwalifikowała się    | Nie zakwalifikowała się    | Nie zakwalifikowała się    | Nie zakwalifikowała się    | Nie zakwalifikowała się    | Nie zakwalifikowała się    | Nie zakwalifikowała się    | 3 | 1                                 | 1                                 | 1                                 | 4                                 | 3                                 | Weiss                             |                                   |
| TBD 2027           | Kwalifikacje do rozegrania | Kwalifikacje do rozegrania | Kwalifikacje do rozegrania | Kwalifikacje do rozegrania | Kwalifikacje do rozegrania | Kwalifikacje do rozegrania | Kwalifikacje do rozegrania |   |                                   |                                   |                                   |                                   |                                   |                                   |                                   |
| Razem              | 0/3                        | 0                          | 0                          | 0                          | 0                          | 0                          | 0                          |   | 9                                 | 4                                 | 1                                 | 4                                 | 23                                | 29                                |                                   |

Mistrzostwa Świata w futsalu kobiet
| Mistrzostwa Świata | Mistrzostwa Świata | Mistrzostwa Świata | Mistrzostwa Świata | Mistrzostwa Świata | Mistrzostwa Świata | Mistrzostwa Świata | Mistrzostwa Świata |   | Kwalifikacje do Mistrzostw Świata | Kwalifikacje do Mistrzostw Świata | Kwalifikacje do Mistrzostw Świata | Kwalifikacje do Mistrzostw Świata | Kwalifikacje do Mistrzostw Świata | Kwalifikacje do Mistrzostw Świata | Kwalifikacje do Mistrzostw Świata |
| Gospodarz-Rok      | Wynik              | M                  | Z                  | R                  | P                  | BZ                 | BS                 |   | M                                 | Z                                 | R                                 | P                                 | BZ                                | BS                                | Selekcjonerzy                     |
| ------------------ | ------------------ | ------------------ | ------------------ | ------------------ | ------------------ | ------------------ | ------------------ | - | --------------------------------- | --------------------------------- | --------------------------------- | --------------------------------- | --------------------------------- | --------------------------------- | --------------------------------- |
| Filipiny 2025      | Awans              |                    |                    |                    |                    |                    |                    | 5 | 3                                 | 1                                 | 1                                 | 19                                | 11                                | Weiss                             |                                   |
| Razem              | 1/1                | 0                  | 0                  | 0                  | 0                  | 0                  | 0                  |   | 5                                 | 3                                 | 1                                 | 1                                 | 19                                | 11                                |                                   |

### Turnieje towarzyskie
| Turniej                                             | Runda        | Pozycja             | M  | W  | R | P  | GZ | GS | Przypisy |
| --------------------------------------------------- | ------------ | ------------------- | -- | -- | - | -- | -- | -- | -------- |
| Turniej z okazji Dnia Zwycięstwa 2016               | Faza Grupowa | 4. miejsce          | 3  | 0  | 0 | 3  | 2  | 17 | [ 10 ]   |
| Turniej Państw Wyszehradzkich w Futsalu Kobiet 2016 | Faza Grupowa | Zwycięstwo          | 3  | 1  | 2 | 0  | 7  | 4  | [ 11 ]   |
| Turniej Państw Wyszehradzkich w Futsalu Kobiet 2017 | Faza Grupowa | Zwycięstwo          | 2  | 1  | 0 | 1  | 4  | 2  | [ 12 ]   |
| Turniej z okazji Dnia Zwycięstwa 2018               | Faza Grupowa | III miejsce         | 3  | 1  | 0 | 2  | 6  | 12 | [ 13 ]   |
| Turniej Państw Wyszehradzkich w Futsalu Kobiet 2018 | Faza Grupowa | II miejsce          | 2  | 1  | 1 | 0  | 3  | 2  | [ 14 ]   |
| Futsal Week Summer Cup 2019                         | Faza Grupowa | II miejsce          | 3  | 2  | 0 | 1  | 8  | 9  | [ 15 ]   |
| Futsal Week Summer Cup 2022                         | Faza Grupowa | Zwycięstwo          | 4  | 2  | 2 | 0  | 7  | 4  | [ 16 ]   |
| 2022 Alingsås Tri-nations Tournament                | Faza Grupowa | III miejsce         | 2  | 0  | 0 | 2  | 4  | 7  | [ 17 ]   |
| Futsal Week Summer Cup 2023                         | Finał        | Zwycięstwo          | 4  | 2  | 1 | 1  | 13 | 7  | [ 18 ]   |
| Futsal Week Summer Cup 2024                         | Finał        | II miejsce          | 4  | 2  | 0 | 2  | 20 | 9  | [ 19 ]   |
| Futsal Week Summer Cup 2025                         | Faza Grupowa | Zwycięstwo          | 4  | 3  | 1 | 0  | 11 | 2  | [ 20 ]   |
| RAZEM                                               | -            | Zwycięstwo (5 razy) | 34 | 15 | 7 | 13 | 85 | 75 | -        |

## Ranking FIFA
Dnia 6 maja 2024 roku FIFA po raz pierwszy opublikowała ranking FIFA w futsalu. Biało-czerwone zajęły w nim 17. miejsce. Póki co ranking jest publikowany nieregularnie i miało to miejsce zaledwie kilkukrotnie. Polki najwyższe miejsce (14) osiągnęły w kwietniu 2025 roku, a najniższe (17) w maju 2024 roku. Największy awans odnotowały o dwie pozycje w kwietniu 2025 roku.

### Pozycje Polek w rankingu FIFA:
| Miesiąc/Rok | I | II | III | IV | V  | VI | VII | VIII | IX | X  | XI | XII |
| ----------- | - | -- | --- | -- | -- | -- | --- | ---- | -- | -- | -- | --- |
| 2024        | - | -  | -   | -  | 17 | -  | -   | -    | -  | 16 | -  | -   |
| 2025        | - | -  | -   | 14 |    |    |     |      |    |    |    |     |

## Rekordzistki
Stan na  22 czerwca 2025 r.
Strzelczynie goli w kadrze
| #  | Zawodniczka             | Lata gry  | Gole |
| -- | ----------------------- | --------- | ---- |
| 1  | Justyna Maziarz         | 2013-22   | 24   |
| 2  | Agata Sobkowicz         | od 2013   | 23   |
| 3  | Magdalena Knysak        | 2016-2022 | 19   |
| 4  | Katarzyna Włodarczyk    | od 2018   | 15   |
| 5  | Agata Bała              | od 2023   | 13   |
| 5  | Julia Szostak           | od 2021   | 13   |
| 7  | Paula Fronczak          | do 2022   | 11   |
| 8  | Alicja Zając            | 2013-21   | 10   |
| 9  | Klaudia Kubaszek        | od 2017   | 9    |
| 10 | Katarzyna Moskała       | 2018-24   | 7    |
| 11 | Małgorzata Bartosiewicz | 2014-19   | 6    |
| 11 | Wiktoria Nowak          | 2021-2022 | 6    |
| 12 | Natalia Sitarz          | 2016-18   | 4    |
| 12 | Anna Chóraś             | od 2019   | 4    |
| 12 | Wiktoria Pietrzyk       | od 2019   | 4    |
| 15 | Natalia Matuszewska     | od 2024   | 3    |
| 15 | Sandra Lichtenstein     | 2018      | 3    |
| 15 | Julia Basta             | od 2018   | 3    |
| 15 | Agnieszka Karcz         | 2018-19   | 3    |
| 15 | Sandra Bukowska         | do 2019   | 3    |
| 20 | Marta Kosiorek          | 2013      | 2    |
| 20 | Izabela Tracz           | od 2021   | 2    |
| 20 | Anna Zapała             | 2019      | 2    |
| 20 | Renata Uchnast          | 2016-18   | 2    |
| 20 | Patrycja Sutkowska      | 2021-2023 | 2    |
| 20 | Natalia Majewska        | od 2023   | 2    |
| 20 | Ewelina Bolko           | 2017-19   | 2    |
| 20 | Maja Szydełko           | od 2024   | 2    |
| 20 | Natalia Nosalik         | 2022      | 2    |
| 20 | Urszula Kowal           | 2019      | 2    |
| 20 | Kinga Ejzel             | do 2022   | 2    |
| 32 | Adrianna Sikora         | 2013-18   | 1    |
| 32 | Joanna Pałaszewska      | 2013-14   | 1    |
| 32 | Alicja Busza            | 2016-17   | 1    |
| 32 | Kinga Wilk              | 2016-18   | 1    |
| 32 | Monika Jaskółka         | 2019      | 1    |
| 32 | Anna Kowalczyk          | 2019      | 1    |
| 32 | Eliza Ostrowska         | 2021-22   | 1    |
| 32 | Patrycja Sutkowska      | 2021-23   | 1    |
| 32 | Klaudia Dymińska        | od 2025   | 1    |

## Bilans meczów z innymi reprezentacjami
Stan na 22 czerwca 2025 r.
| Rywale     | Zwycięstwa | Remisy | Porażki | Razem |
| ---------- | ---------- | ------ | ------- | ----- |
| Białoruś   | 2          | 0      | 0       | 2     |
| Chorwacja  | 5          | 1      | 0       | 6     |
| Czechy     | 4          | 3      | 1       | 8     |
| Finlandia  | 2          | 1      | 3       | 6     |
| Francja    | 3          | 0      | 0       | 3     |
| Hiszpania  | 0          | 0      | 4       | 4     |
| Iran       | 0          | 0      | 1       | 1     |
| Kazachstan | 1          | 0      | 0       | 1     |
| Maroko     | 2          | 0      | 0       | 2     |
| Mołdawia   | 1          | 0      | 0       | 1     |
| Niderlandy | 1          | 1      | 2       | 4     |
| Portugalia | 0          | 1      | 1       | 2     |
| Rosja      | 0          | 0      | 4       | 4     |
| Rumunia    | 1          | 0      | 0       | 1     |
| Słowacja   | 3          | 1      | 0       | 4     |
| Słowenia   | 3          | 0      | 0       | 3     |
| Szwecja    | 0          | 4      | 1       | 5     |
| Ukraina    | 2          | 1      | 5       | 8     |
| Węgry      | 6          | 0      | 1       | 7     |
| Włochy     | 1          | 0      | 5       | 6     |
| RAZEM      | 35         | 12     | 28      | 75    |